# حسان حميد
حسان حميد مواليد 18 مارس 1980 في ماليه، هو لاعب كرة قدم مالديفي سابق كان يلعب كحارس مرمى.

## المسيرة الاحترافية

### أندية لعب لها
- نادي نيو راديانت
- نادي في بي
- هينافارو